# Hardencourt-Cocherel
Hardencourt-Cocherel es una localidad y comuna francesa situada en la región de Alta Normandía, departamento de Eure, en el distrito de Évreux y cantón de Pacy-sur-Eure.

## Demografía
| 137 | 137 | 156 | 130 | 207 | 235 |
| Para los censos de 1962 a 1999 la población legal corresponde a la población sin duplicidades (Fuente: INSEE [Consultar]) |     |     |     |     |     |

## Administración

### Entidades intercomunales
Hardencourt-Cocherel forma parte de la Communauté d'agglomération des Portes de l'Eure. Además, para atender ala prestación de determinados servicios, forma parte de varios sindicatos intercomunales:
- Syndicat de voirie du canton de Pacy sur Eure
- Syndicat de l'électricité et du gaz de l'Eure (SIEGE)
- Syndicat de la Vallée d'Eure (2me section)

### Riesgos
Según la prefectura del departamento de Eure, la comuna está sujeta a riesgos por inundaciones.